# Pares de la Confederació
Els Pares de la Confederació designen, al Canadà, els delegats colonials de l'Amèrica del Nord britànica reunits per estudiar el projecte de la Confederació canadenca. Membres importants dels governs de les diferents colònies, es van reunir tres vegades entre 1864 i 1866, durant les conferències de Charlottetown, Quebec i Londres. El seu treball va donar lloc al naixement del Domini del Canadà el 1867.

## Descripció

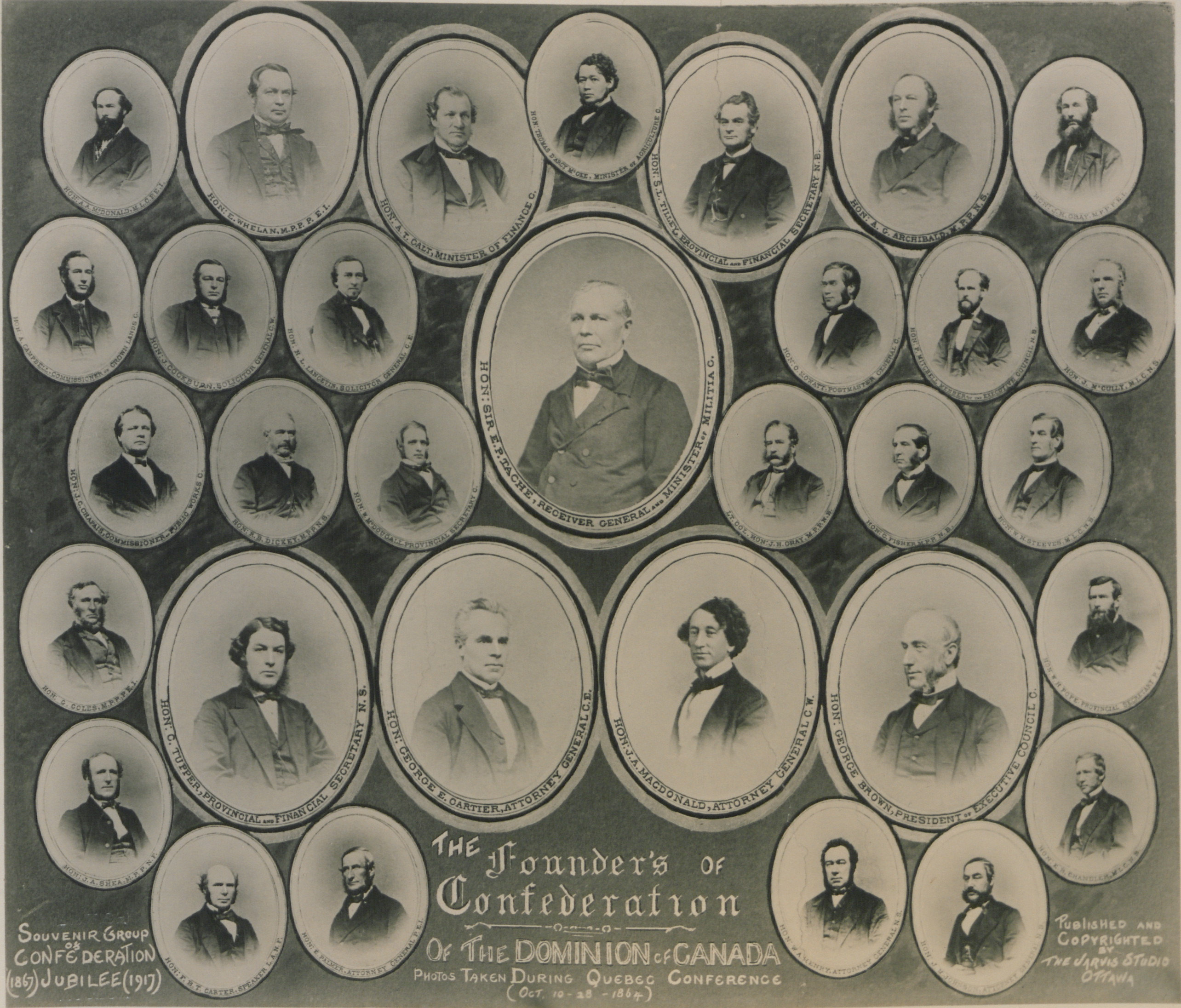
Fundadors de la Confederació del Domini del Canadà.

En total, originàriament es consideren 36 Pares de la Confederació. La llista següent presenta informació relativa a cadascun dels Pares de la Confederació que va participar en almenys una conferència, així com el seu origen. 5 colònies de l'Amèrica del Nord britànica participen en una de les conferències destinades a establir la Confederació Canadenca. Hi ha 36 participants i observadors.

### Província del Canadà
|  |  | Nom                    | Càrrec                                                                             | Conferència de Charlottetown (1864) | Conferència de Quebec (1864) | Conferència de Londres (1866) |
|  |  | ---------------------- | ---------------------------------------------------------------------------------- | ----------------------------------- | ---------------------------- | ----------------------------- |
|  |  | George-Étienne Cartier | Procurador general del Baix Canadà o Canada-Est.                                   | 1                                   | 1                            | 1                             |
|  |  | Jean-Charles Chapais   | Commissarir d'Pbres públiques de la província del Canadà.                          | No                                  | 1                            | No                            |
|  |  | Alexander Tilloch Galt | Ministre de finances de la província del Canadà.                                   | 1                                   | 1                            | 1                             |
|  |  | Hector-Louis Langevin  | Procurador General del Baix Canadà                                                 | 1                                   | 1                            | 1                             |
|  |  | Thomas D'Arcy McGee    | Ministre d'Agricultura, d'Immigració i d'Estadístiques de la província del Canadà. | 1                                   | 1                            | No                            |
|  |  | Étienne-Paschal Taché  | Primer ministre de la província del Canadà.                                        | No                                  | 1                            | No                            |
|  |  | George Brown           | President del consell executiu de la província del Canadà.                         | 1                                   | 1                            | No                            |
|  |  | Alexander Campbell     | Conseller legistatiu de Cataraqui.                                                 | 1                                   | 1                            | No                            |
|  |  | James Cockburn         | Procurador general de l'Alt Canadà.                                                | No                                  | 1                            | No                            |
|  |  | William Pearce Howland | Ministre de Finances de la província del Canadà.                                   | No                                  | No                           | 1                             |
|  |  | John A. Macdonald      | Vice-primer ministre de la província del Canadà.                                   | 1                                   | 1                            | 1                             |
|  |  | William McDougall      | Secretari provincial de l'Alt Canadà.                                              | 1                                   | 1                            | 1                             |
|  |  | Oliver Mowat           | Vicerector del Tribunal de la Cancelleria de l'Alt Canadà.                         | No                                  | 1                            | No                            |

### Província de Nova Escòcia
|  |  | Nom                     | Càrrec                                                   | Conferència de Charlottetown (1864) | Conferència de Quebec (1864) | Conferència de Londres (1866) |
|  |  | ----------------------- | -------------------------------------------------------- | ----------------------------------- | ---------------------------- | ----------------------------- |
|  |  | Adams George Archibald  | Cap de l'Oposició Oficial de Nova Escòcia                | 1                                   | 1                            | 1                             |
|  |  | Robert B. Dickey        | Assessor legislatiu i oficial consular dels Estats Units | 1                                   | 1                            | No                            |
|  |  | William Alexander Henry | Fiscal General de Nova Escòcia                           | 1                                   | 1                            | 1                             |
|  |  | Jonathan McCully        | Assessor legislatiu                                      | 1                                   | 1                            | 1                             |
|  |  | John William Ritchie    | Procurador General de Nova Escòcia                       | No                                  | No                           | 1                             |
|  |  | Charles Tupper          | Primer ministre de Nova Escòcia                          | 1                                   | 1                            | 1                             |

### Província de Nova Brunswick
|  |  | Nom                    | Càrrec                                               | Conferència de Charlottetown (1864) | Conferència de Quebec (1864) | Conferència de Londres (1866) |
|  |  | ---------------------- | ---------------------------------------------------- | ----------------------------------- | ---------------------------- | ----------------------------- |
|  |  | Edward Barron Chandler | Assessor legislatiu                                  | 1                                   | 1                            | No                            |
|  |  | Charles Fisher         | Diputat per York                                     | No                                  | 1                            | 1                             |
|  |  | John Mercer Johnson    | Fiscal General de Nova Brunswick                     | 1                                   | 1                            | 1                             |
|  |  | Peter Mitchell         | Ministre i després Primer ministre de Nova Brunswick | No                                  | 1                            | 1                             |
|  |  | William Henry Steeves  | Ministre                                             | 1                                   | 1                            | No                            |
|  |  | Robert Duncan Wilmot   | Diputat per Saint-Jean                               | No                                  | No                           | 1                             |

### Província de l'Illa del Príncep Eduard
|  |  | Nom                        | Càrrec                                                   | Conferència de Charlottetown (1864) | Conferència de Quebec (1864) | Conferència de Londres (1866) |
|  |  | -------------------------- | -------------------------------------------------------- | ----------------------------------- | ---------------------------- | ----------------------------- |
|  |  | George Coles               | Líder de l'Oposició Oficial de l'illa del Príncep Eduard | 1                                   | 1                            | No                            |
|  |  | John Hamilton Gray         | Primer ministre de l'illa del Príncep Eduard             | (president)                         | 1                            | No                            |
|  |  | Thomas Heath Haviland      | Député de Georgetown et Royalty                          | No                                  | 1                            | No                            |
|  |  | Andrew Archibald MacDonald | Cap de l'oposició al Consell Legislatiu                  | 1                                   | 1                            | No                            |
|  |  | Edward Palmer              | Fiscal general de l'illa del Príncep Eduard              | 1                                   | 1                            | No                            |
|  |  | William Henry Pope         | Secretari colonial de l'illa del Príncep Eduard          | 1                                   | (secretari honorari)         | No                            |
|  |  | Edward Whelan              | Assessor executiu                                        | No                                  | 1                            | No                            |

### Colònia de Terranova
|  |  | Nom              | Càrrec                                            | Conferència de Charlottetown (1864) | Conferència de Quebec (1864) | Conferència de Londres (1866) |
|  |  | ---------------- | ------------------------------------------------- | ----------------------------------- | ---------------------------- | ----------------------------- |
|  |  | Frederick Carter | President de l'Assemblea Legislativa de Terranova | No                                  | 1                            | No                            |
|  |  | Ambrose Shea     | Cap de l'Oposició Oficial de Terranova            | No                                  | 1                            | No                            |

## No participants
Quatre persones més han estat considerades com a pares de la Confederació. Hewitt Bernard, que va ser el secretari d'enregistrament a la Conferència de Charlottetown. també els negociadors que van integrar les futures províncies a la Confederació canadenca després de 1867 també són reconeguts com a tals. És el cas d'Amor De Cosmos per la Colúmbia Britànica i Joey Smallwood per a la província de Terranova l'any 1949. A més, a vegades també s'inclou el líder métis, Louis Riel, en aquest grup per haver afavorit l'entrada de Manitoba dins la Confederació.